# Блаватник
Блаватник (Caprodectes) — рід горобцеподібних птахів родини котингових (Cotingidae). Рід поширений у тропічних лісах Південної Америки.

## Види
Рід містить 3 види:
- Carpodectes hopkei — блаватник чорнодзьобий
- Carpodectes antoniae — блаватник жовтодзьобий
- Carpodectes nitidus — блаватник сіродзьобий